# Operation Gloria
Operation Gloria var namnet på den civilmilitära smittskyddsoperation som leddes av Folkhälsomyndigheten och Försvarsmakten i samband med Coronapandemin i Sverige 2020–2023. 
Smittskyddsoperationen har fattade förstärkning av personal till Folkhälsomyndighetens laboratorium och konceptutveckling och resurser för att genomföra olika befolkningsundersökningar avseende covid-19.
De båda myndigheterna har sedan i mars 2020 genomfört flera undersökningar varav tio storskaliga nationella befolkningsundersökningar om förekomst av covid-19 i samhället. Resultaten har kompletterat data från den testning som har utförts av regionerna och har bland annat använts som underlag för Folkhälsomyndighetens lägesbedömningar, modelleringar och rekommendationer avseende covid-19. Myndigheterna har också tillsammans, i samverkan med bland annat Region Stockholm, utvecklat en metodik för egenprovtagning som användes i den storskaliga testningen för covid-19.
Under det första pandemiåret genomfördes 40 000 provtagningar och analyser för att undersöka smittspridning och förekomst av antikroppar inom ramen för operation Gloria.

## Bakgrund
Läs mer: Coronaviruspandemin 2019–2021
Den 31 januari 2020 konstaterades Sveriges första fall av Covid-19. Den 11 mars 2020 inkom Folkhälsomyndigheten med en stödbegäran till Försvarsmakten gällande personal ur Totalförsvarets Skyddscentrum (SkyddC) för att stödja med ledning, konceptutveckling, provtagning, koordinering och planering inför en eventuell smittspridning. En stab med personal från SkyddC upprättades i Folkhälsomyndighetens lokaler och Operation Gloria; den gemensamma insatsen mellan Folkhälsomyndigheten och Försvarsmakten startade. 

## Operation Gloria
Tidigt under januari 2020 började man vid Totalförsvarets skyddscentrum ana COVID-19:s omfattning. Därför beslutades det med kort varsel att, inom ramen för samarbetet Forum för beredskapsdiagnostik (FDB) där Försvarsmakten deltar som en av fem myndigheter, genomföra en beredskapsövning med anledning av det nya coronaviruset. Den centrala uppgiften blev möjligheten till att genomföra covid-19 analyser. Beredskapsövningen löpte vidare med bland annat utarbetande av strategier och rutiner för storskalig provtagning fram till mitten av mars.
I takt med att smittspridningen i Sverige ökade inkom Folkhälsomyndigheten med en stödbegäran till Försvarsmakten om att CBRN-kompaniet skulle delta i en undersökning om provtagning av covid-19.  
Uppdraget var att:
- Undersöka huruvida egenprovtagning är möjlig
- Undersöka om vanliga bomullspinnar istället för särskilt testutrustning kunde användas i testningen, då de senare endast fanns att tillgå i begränsad skala.

I mitten av mars inkom Folkhälsomyndigheten med en ny stödbegäran till Försvarsmakten. Den här gången gällde det en stående enhet i myndighetens lokaler i Solna för att stödja med det nationella uppdrag om prevalensundersökningar av covid 19 som Folkhälsomyndigheten drev under pandemin. Uppgiften skulle bestå av följande:
- Ledning
- Konceptutveckling
- Provtagning
- Koordinering
- Planering

I de nationella prevalensundersökningarna avseende förekomsten av SARS-CoV-2 fick utvalda individer, barn såväl som vuxna,  erbjudande om att genomföra egenprovtagning i de övre luftvägarna. Därefter analyserades proverna på laboratorium för att undersöka om de innehöll arvsmassa från SARS-CoV-2, som är det virus som orsakar covid-19. I rapporterna som publicerades fanns detaljer kring genomförandet av undersökningarna, resultaten avseende förekomsten av covid-19 samt de symtom som personerna har rapporterat i samband med provtagningen.
Resultaten från prevalensundersökningarna bidrog som underlag för de modelleringar av smittspridning som Folkhälsomyndigheten gjorde under pandemin. Virustester i den här omfattningen har aldrig tidigare genomförts i Sverige och krävde mängder av personal till allt ifrån planering och samordning till hantering av provtagningskit, transporter och analyser.
Unikt för insatsen var deltagandet av värnpliktiga CBRN-befäl. CBRN-befälen har utöver genomförda provtagningar covid-19 genomfört flera utbildningsinsatser, såväl ute på de olika militära förbanden i Sverige där hemvärnspersonal, soldater och andra frivilligverksamheter i hur man genomför provupphämtningar och hanterar och packar provtagningsutrustning på ett kvalitetssäkert sätt, men även personal från Myndigheten för samhällsskydd och beredskap, MSB, i paketering av provtagningskit.
Den 31 januari 2023 avslutades stödoperationen med anledning av att covid-19 inte längre klassificerades som samhällsfarlig sjukdom och Försvarsmaktens stöd till Folkhälsomynidgheten upphörde.

## Försvarsmaktens övriga stöd under Coronapandemin

### Fältsjukhus
Försvarsmakten upprättande två fältsjukhus under krisen; ett i Stockholm samt ett i Göteborg. Inledningsvis beslutade Försvarsmakten att upprätta ett sjukhus vid Ärna flygplats i Uppsala, men detta kom senare att omgrupperas till Stockholmsmässan i Älvsjö, strax söder om Stockholm. Sjukhuset i Älvsjö hade plats för 550 patienter, men kom aldrig att nyttjas. Insatsen i Älvsjö avvecklades i juni 2020, utan att ha tagit emot en patient.

### Stabsstöd
Försvarsmakten lämnade även stabsstöd åt Socialstyrelsen, Tillväxtverket, samt ett flertal länsstyrelser. Prins Carl-Philip Bernadotte erbjöd sig och tjänstgjorde i Försvarsmaktens högkvarter, där han stöttade Försvarsmaktens ledning. Han innehade vid tjänstgöringen majors grad.

### Transporter
Försvarsmakten bistod under hela krisen de civila myndigheterna med transportstöd i form av ambulanser, helikoptrar i form av helikopter 14 och transportflygplan i form av TP84.

### Materielstöd
Försvarsmakten lånade ut cirka 50 000 skyddsmasker samt 40.000 C-vätskeskydd till de civila myndigheterna. Dessutom bistod Försvarsmakten med utrustning i form av medicinteknisk materiel, EKG-, och röntgenutrustning.

### Vaccinering
För att avlasta den civila vården så genomförde Försvarsmakten vaccinering av egen personal i region Halland, region Blekinge, samt Västra Götalandsregionen.
Vissa delar av svensk militär personal ingående i utlandsinsatser fick efter en överenskommelse med Region Stockholm möjlighet att vaccinera sig.